# Miss Grand Internacional 2013
Miss Grand Internacional 2013 fue la 1.ª edición del certamen Miss Grand Internacional, correspondiente al año 2013. La final se llevó a cabo el 19 de noviembre en el Impact Arena, ubicado en la ciudad Bangkok, Tailandia. Candidatas de 71 países y territorios autónomos compitieron por el título. Al final del evento, Janelee Chaparro, de Puerto Rico, fue coronada como la primera ganadora del certamen, de manos del presidente de la organización, Nawat Itsaragrisil.

La noche final del concurso fue transmitida por el Canal 7 de Tailandia, así como también vía YouTube para todo el mundo. Fue conducido por Sonya Collingn y Utt Panichkul. La agrupación tailandesa-americana de hip hop, Thaitanium fue la encargada de amenizar el certamen.

## Resultados
| Posiciones                    | Candidata |
| ----------------------------- | --- |
| Miss Grand Internacional 2013 | - Puerto Rico — Janelee Chaparro |
| Primera finalista             | - República Dominicana — Chantel Martínez |
| Segunda finalista             | - República Eslovaca — Denisa Paseciaková |
| Tercera finalista             | - Filipinas — Annalie Forbes |
| Cuarta finalista              | - Australia — Kelly Maguire |
| Semifinalistas (Top 10)       | - Brasil — Tamara de Costa - Cuba — Jamillette Gaxiola - Letonia — Kristīne Rancāne - Sri Lanka — Dannielle Kerkoven - Venezuela — Mariana Jiménez |
| Cuartofinalistas (Top 20)     | - China — Jie Pan - Colombia — Carolina Betancourth - Ecuador — Zulay Castillo - Estados Unidos — Blair Griffith - Macedonia — Sandra Stefanovska - Myanmar — Htar Htet Htet - Países Bajos — Talisa Wolters - Pakistán — Shazay Hayat - Tailandia — Yada Theppanom - Zimbabue — Samantha Thsuma |

### Premios especiales
| Título                 | Candidata                                 |
| ---------------------- | ----------------------------------------- |
| Mejor Traje Nacional   | - China — Jie Pan                         |
| Mejor en Traje de Baño | - Letonia — Kristīne Rancāne              |
| Mejor en Traje de Gala | - República Dominicana — Chantel Martínez |

## Candidatas
71 candidatas compitieron por el título:
(En la tabla se utiliza su nombre completo, los sobrenombres van entrecomillados y los apellidos utilizados como nombre artístico, entre paréntesis; fuera de ella se utilizan sus nombres «artísticos» o simplificados).
| País/Territorio      | Candidata                            | Edad | Residencia          |
| -------------------- | ------------------------------------ | ---- | ------------------- |
| Alemania             | Diana König                          | 26   | Ilmenau             |
| Argelia              | Ines Belkacem                        | 21   | Argel               |
| Argentina            | Susel Jacquet                        | 24   | Corrientes          |
| Australia            | Kelly Louise Maguire                 | 26   | Sídney              |
| Bélgica              | Karolien Termonia                    | 26   | Limburgo            |
| Bolivia              | Mariana García Mariaca               | 24   | La Paz              |
| Brasil               | Tamara de Costa Bicca                | 22   | Porto Alegre        |
| Canadá               | Natalie Carriere                     | 21   | Iroquois Falls      |
| China                | Jie Pan                              | 20   | Pekín               |
| Colombia             | Carolina González Betancourth        | 25   | Cali                |
| Corea del Sur        | Kim Yu-ri                            | 21   | Seúl                |
| Cuba                 | Jamillette Gaxiola Kremets           | 23   | La Habana           |
| Ecuador              | Alexandra Zulay Castillo Velasco     | 22   | San Lorenzo         |
| Egipto               | Aya Abdallah Ahmed                   | 23   | Alejandría          |
| El Salvador          | Elisa Durán Ducot                    | 24   | San Salvador        |
| España               | Jenifer Guedes León                  | 24   | Agüimes             |
| Estados Unidos       | Blair Adair Griffith                 | 25   | Denver              |
| Estonia              | Evgeniia Forkash                     | 19   | Tallin              |
| Etiopía              | Helen Getachew Teklemarkos           | 23   | Adís Abeba          |
| Filipinas            | Annalie "Ali" Mallari Forbes         | 20   | Malolos             |
| Finlandia            | Katariina Tiia Maria Suuniitty       | 22   | Sastamala           |
| Francia              | Margaux Serenoff                     | 22   | París               |
| Gales                | Sophie Jayne Hall                    | 22   | Cardiff             |
| Georgia              | Anna Lomidzee                        | 18   | Tiflis              |
| Grecia               | Anastasia Papatsori                  | 23   | Atenas              |
| Guadalupe            | Orphélie Morti                       | 21   | Basse-Terre         |
| Guatemala            | Melanie Michelle Cohn Bech           | 18   | Ciudad de Guatemala |
| Guinea               | Sara Jasmine Mamadama Sjöberg Sibidé | 23   | Conakri             |
| Honduras             | Nelly Mabel Reyes Hernández          | 21   | La Ceiba            |
| Hungría              | Eszter Tüzes                         | 20   | Budapest            |
| India                | Rupa Khurana                         | 23   | Nueva Delhi         |
| Indonesia            | Novia Indriani Mamuaja               | 19   | Manado              |
| Inglaterra           | Julie Montague                       | 23   | Liverpool           |
| Italia               | Katarina Chabrecekova                | 22   | Roma                |
| Japón                | Eriko Yoshii                         | 23   | Akita               |
| Kazajistán           | Yuliya Kolesnik                      | 19   | Almatý              |
| Kenia                | Pauline Akwacha                      | 22   | Nairobi             |
| Kosovo               | Lirie Sejdija                        | 17   | Pristina            |
| Letonia              | Kristīne Rancāne                     | 24   | Rēzekne             |
| Líbano               | Elizabeth Ojeil                      | 22   | Beirut              |
| Macao                | Tiffany Wong I Teng                  | 24   | Ciudad de Macao     |
| Macedonia            | Sandra Stefanovska                   | 21   | Skopie              |
| Malasia              | Michelle Madeleine Moey              | 22   | Kuala Lumpur        |
| México               | Laura Elisa Álvarez Damián           | 23   | Mérida              |
| Moldavia             | Alyona Chitoroaga                    | 25   | Chisináu            |
| Mongolia             | Delgermaa Enkhtsogt                  | 20   | Ulán Bator          |
| Myanmar              | Htar Htet Htet                       | 24   | Kalay               |
| Namibia              | Grace Montace Diaz Khakhane          | 23   | Windhoek            |
| Nepal                | Ashmita Sitoula                      | 21   | Jhapa               |
| Noruega              | Christine Frestad                    | 22   | Flekkefjord         |
| Nueva Zelanda        | Rachel Hope Crofts                   | 25   | Manawatu            |
| Países Bajos         | Talisa Wolters                       | 22   | Borne               |
| Pakistán             | Shanzay Hayat                        | 24   | Islamabad           |
| Paraguay             | Sendy Marisol Cáceres Mendoza        | 24   | Encarnación         |
| Polonia              | Anna Moniuszko                       | 20   | Bialystok           |
| Portugal             | Gilda Marisela Silva                 | 18   | Madeira             |
| Puerto Rico          | Janelee Marcus Chaparro Colón        | 22   | Barceloneta         |
| República Checa      | Marketa Brizová                      | 23   | Ostrava             |
| República Dominicana | Chantel Martínez de la Cruz          | 19   | Nueva York          |
| República Eslovaca   | Denisa Paseciaková                   | 24   | Bratislava          |
| Rumania              | Iuliana-Stefania Vasile              | 23   | Bucarest            |
| Rusia                | Anyuta "Anna" Volkova                | 21   | Moscú               |
| Serbia               | Milica Stojsavljević                 | 21   | Belgrado            |
| Sri Lanka            | Rapthi Raffella Dannielle Kerkoven   | 26   | Colombo             |
| Suiza                | Cynthia Montchong                    | 17   | Biena               |
| Tailandia            | Yada Theppanom                       | 21   | Prachuap Khiri Khan |
| Turkmenistán         | Natalia Vasileva                     | 23   | Asjabad             |
| Uganda               | Pierra Akwero                        | 26   | Entebbe             |
| Venezuela            | Mariana Coromoto Jiménez Martínez    | 19   | La Guaira           |
| Vietnam              | Khanh Bich Nguyen                    | 21   | Hanói               |
| Zimbabue             | Samantha Ntombizodwa Thsuma          | 23   | Bulawayo            |

### Candidatas retiradas
- Albania - Dajana Luga
- Angola - Nadia Vasconcelos
- Bangladés - Jannatul Ferodush Peya
- Bielorrusia - Veronika Chachyna
- Bulgaria - Mirela Petrova
- Camboya - Chan Srey Neang
- Camerún - Marie Cecile Olga Mengue Essouma
- Crimea - Katerina Romanovna Gubrienko
- Dinamarca - Natasja Smith
- Escocia - Gemma Susan Palmer
- Haití - Cassandre Paul
- Israel - Yael Markovich
- Montenegro - Aleksandra Petrović
- Nigeria - Marian Usinsibe Makbere
- Singapur - Elizabeth Houghton
- Suecia - Claudia Sundberg
- Ucrania - Liudmyla Alexandrovna

## Sobre los países en Miss Grand Internacional 2013

### Naciones debutantes
| - Alemania - Argelia - Argentina - Australia - Bélgica - Bolivia - Brasil - Canadá - China - Colombia - Corea del Sur - Cuba - Ecuador - Egipto - El Salvador - España - Estados Unidos - Estonia - Etiopía - Filipinas - Finlandia - Francia - Gales - Georgia - Grecia - Guadalupe - Guatemala - Guinea - Honduras - Hungría - India - Indonesia - Inglaterra - Italia - Japón - Kazajistán | - Kenia - Kosovo - Letonia - Líbano - Macao - Macedonia - Malasia - México - Moldavia - Mongolia - Myanmar - Namibia - Nepal - Noruega - Nueva Zelanda - Países Bajos - Pakistán - Paraguay - Polonia - Portugal - Puerto Rico - República Checa - República Dominicana - República Eslovaca - Rumania - Rusia - Serbia - Sri Lanka - Suiza - Tailandia - Turkmenistán - Uganda - Venezuela - Vietnam - Zimbabue |